# День музыкального магазина
День музыкального магазина (также День магазинов грамзаписи; англ. Record Store Day) — международный праздник, отмечаемый ежегодно, как правило, в третью субботу апреля с 2008 года, но бывают и исключения: в 2017 году праздник отмечался в четвёртую субботу (22 апреля), а в 2019 - во вторую (13 апреля).

## Описание
В этот день в сотнях магазинов по всему миру проводятся концерты и встречи с музыкантами, продаются эксклюзивные записи на физических носителях, чаще всего на грампластинках, но также и на компакт-дисках и аудиокассетах. Помимо поклонников исполнителей, участвующих в акции, она привлекает особое внимание коллекционеров и аудиофилов, поскольку релизы выпускаются ограниченным тиражом и содержат новый, редкий либо ранее не выходивший на виниле материал. Накануне праздника часть музыкантов представляют эти записи для свободного прослушивания в сети, и впоследствии раритеты появляются на интернет-аукционах по цене, многократно превышающей первоначальную.

## История
Праздник был учреждён в 2007 году владельцами небольших независимых магазинов грамзаписи США для привлечения внимания и поддержки малого бизнеса, не выдерживающего конкуренции в условиях интернет-пиратства и нарастающих объёмов продаж цифрового контента. Мероприятие было официально открыто группой Metallica в магазине Rasputin Music в Маунтин-Вью 19 апреля 2008 года.
С 2009 года назначается посол праздника; его функции выполняли Оззи Осборн, Джош Хомме, Игги Поп и Джек Уайт.
В США, согласно данным компании Nielsen SoundScan, регулярно возрастали объёмы продаж музыкальной продукции в независимых магазинах за неделю, приходящуюся на мероприятие, по сравнению с предыдущей и достигли пика в 2013 году, когда рост продаж составил 59 %. В течение недели, завершившейся 21 апреля 2013 года, в США было продано 244 тысячи экземпляров виниловых альбомов, из них 200 тысяч (82 %) были приобретены в независимых магазинах. Среди 14 релизов, проданных тиражом свыше тысячи экземпляров, два альбома (Save Rock and Roll Fall Out Boy и The Terror The Flaming Lips) преодолели отметку в четыре тысячи экземпляров, тогда как в предшествующем году рекордсменом был El Camino группы The Black Keys (3,5 тысячи).
Около 500 эксклюзивных релизов появилось в 2013 году на прилавках 214 независимых музыкальных магазинов Великобритании и Ирландии, а продажи возросли на 60 % по сравнению с предыдущим празднеством; каждый покупатель в среднем потратил 45 фунтов стерлингов. Годом ранее британская компания Official Charts Company начала публиковать специальный чарт, отражающий продажи альбомов в независимых магазинах. Обозреватель The Guardian Александра Топпинг отметила рост количества небольших магазинов в 2010 году — впервые за последние 25 лет, хотя и выразила сомнение в том, что это число достигнет уровня 1980-х годов, когда их насчитывалось более двух тысяч.